# Thomas Chippendale
Thomas Chippendale, conosciuto come the Elder (il Maggiore), per distinguerlo dal figlio Thomas Chippendale il Giovane (Otley, 5 giugno 1718 – Londra, 16 novembre 1779), è stato un ebanista e designer inglese, conosciuto per lo stile artistico dei mobili da lui ideati, basati su una particolare morbidezza delle linee.

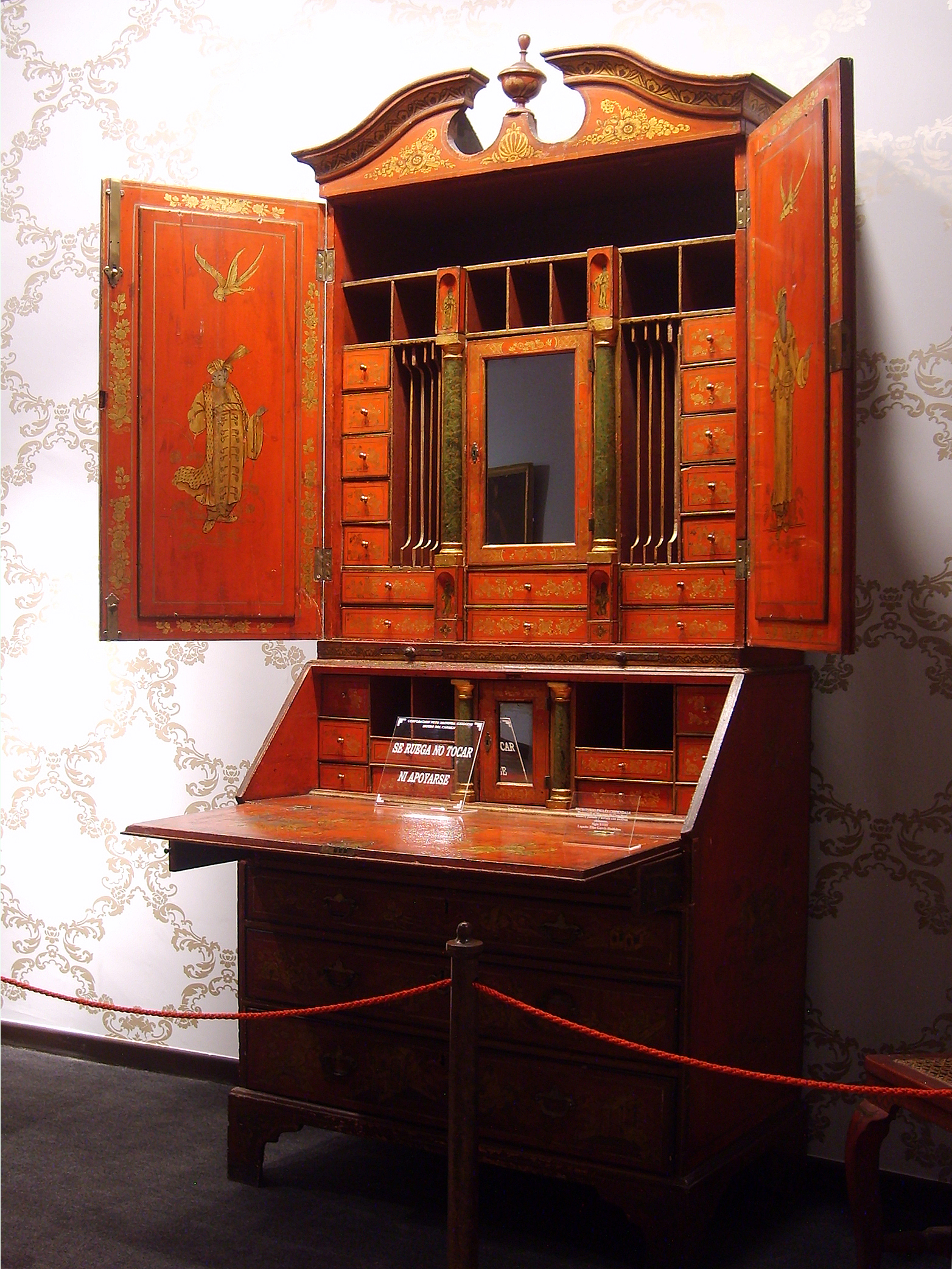
Un armadio a cassetti in stile "Chinese Chippendale"

Assieme a Thomas Sheraton e George Hepplewhite fu uno dei "tre magnifici" creatori di mobilia inglese del XVIII secolo.

## Biografia
La data di nascita di Chippendale è controversa: si conosce solo quella in cui fu battezzato, così come ugualmente si conosce solo la data di sepoltura - il 16 novembre 1779, secondo le registrazioni della chiesa di Saint Martin-in-the-Fields - avvenuta nel terreno oggi occupato dalla National Gallery.
A Londra, Chippendale - che aveva iniziato l'attività di cabinet-maker, ovvero ebanista, nella bottega del padre - stabilì il proprio laboratorio iniziando a disegnare di mobili con un particolare stile ispirato al medio-georgiano, al gotico e al rococo inglese a quel tempo in voga; nella seconda parte della carriera il suo stile si avvicinò maggiormente allo stile neoclassico.
Nella capitale inglese, l'ebanista si era trasferito nel 1749 provenendo dalla città natale di Otley situata nei pressi di Leeds, nello West Yorkshire. Cinque anni dopo pubblicò il primo libro che un artista del suo genere avesse mai edito, The Gentleman and Cabinet Maker's Director. Del libro furono pubblicate tre edizioni diverse: dopo la prima del 1754, si ebbe subito una ristampa l'anno successivo mentre una versione revisionata e ampliata del testo fu data alle stampe nel 1762, in coincidenza con il passaggio al neoclassicismo.

## Committenti di prestigio
Chippendale fu più che un semplice ebanista: si occupò infatti del disegno di interni e, in senso ancor più lato, della realizzazione di arredamenti nel suo insieme - spesso destinati a dimore patrizie, come nel caso della Harewood House, in cui lavorò per anni - fino alla scelta del colore con cui una stanza sarebbe stata dipinta. Lavorò inizialmente in società con James Rannie e successivamente con l'assistente di questi, Thomas Haig, mantenendo tuttavia sempre il controllo sull'esito finale della produzione del laboratorio di St. Martin's Lane.
I mobili da lui disegnati - sedie, letti, sofa, ma anche commode, tavoli, armadi, specchiere, ecc. - furono commissionati da facoltosi aristocratici: nel 1978 il suo biografo Christopher Gilbert ha documentato come arredi di Chippendale forniti a ventisei clienti (su un lotto di oltre sessanta conosciuti) siano sopravvissuti nel tempo. Parte di questa mobilia era destinata, ad esempio, al Blair Castle, Perthshire, per il Duca di Atholl (1758); la Wilton House, per Henry, 10º conte di Pembroke (circa 1759-1773); Nostell Priory, Yorkshire, per Sir Roland Winn, (tra il 1766 e il 1785); Mersham Le Hatch, nel Kent, per Sir Edward Knatchbull, (tra il 1767 ed il 1779).
Altri arredi furono poi realizzati dall'ebanista per la famiglia reale e per l'attore David Garrick, sia per quanto riguardava la sua casa di città sia per la villa di campagna ad Hampton, nel Middlesex; il Normanton Park, Rutland e altre case per Sir Gilbert Heathcote (tra il 1768 ed il 1778), inclusa in questo caso l'organizzazione di un funerale, quello di Lady Bridget Heathcote (1772); la già citata Harewood House, nello Yorkshire, per Edwin Lascelles (vi lavorò undici anni, fra il 1767 ed il 1778); Newby Hall, Yorkshire, per William Weddell (1772-1776); Temple Newsam, Yorkshire, per Lord Irwin (1774); Paxton House, Berwickshire, Scozia, per Ninian Home (tra il 1774 ed il 1791); Burton Constable Hall, Yorkshire, per William Constable (1768-1779); Petworth House, Sussex, ed altre case per George Wyndham, 3º Earl of Egremont (1777-1779).

## Lo stile dei Chippendale, padre e figlio
Chippendale collaborò poi alla realizzazione degli interni disegnati da Robert Adam per la Brocket Hall, Hertfordshire, e Melbourne House, Londra, per Lord Melbourne, con Sir William Chambers (1772-1775).
La sua opera fu poi continuata dal figlio, Thomas Chippendale, il giovane (1749-1822), il maggiore degli undici figli che ebbe da Catherine Redshaw - cui si unì dopo il suo arrivo a Londra - che lavorò nel successivo stile neoclassico e nel cosiddetto Regency. Un dissesto finanziario e la svendita dei materiali stoccati nel laboratorio di St. Martin's Lane, nel 1804, non mise tuttavia fine all'attività del giovane Chippendale, che poté completare la creazione dell'arredamento per la residenza di Sir Richard Colt Hoare a Stourhead, completata poco prima della morte, nel 1820.
Chippendale padre specialmente fu artefice di uno stile personale che fece scuola e mobili improntati a questo stile sono stati prodotti a Dublino e a Filadelfia, così come a Lisbona, Copenaghen, Amburgo. Caterina II di Russia e Luigi XVI di Francia possedevano copie del Director, il libro stampato anche nella versione in lingua francese.
Il particolare fascino dei suoi disegni ha avuto nuova popolarità nella seconda metà dell'Ottocento, con la creazione di stili derivati, come lo "Chinese Chippendale", il "Gothic Chippendale", e finanche lo "Irish Chippendale". Molti di questi disegni successivi, va detto a onor del vero, poco hanno da spartire con lo stile originale ed originario del più celebre ebanista.
Al pari di un eroe popolare Chippendale è ricordato in una scultura a piena figura inserita fra le molte altre relative a personalità che adornano la facciata del Victoria and Albert Museum, a Londra.
Dal 1965 è attiva con sede a Otley, città natale di Chippendale, la "The Chippendale Society" che si propone di sostenere nel tempo l'opera dei Chippendale, padre e figlio, anche attraverso l'acquisizione di esemplari di lavorazioni di questi due artisti.

## Galleria d'immagini

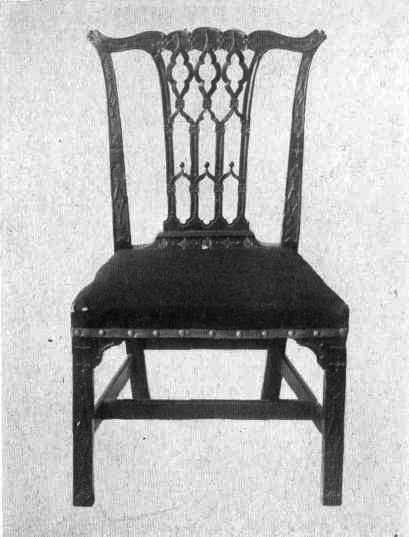
Una sedia in stile Chippendale con un elaborato schienale con disegno gotico
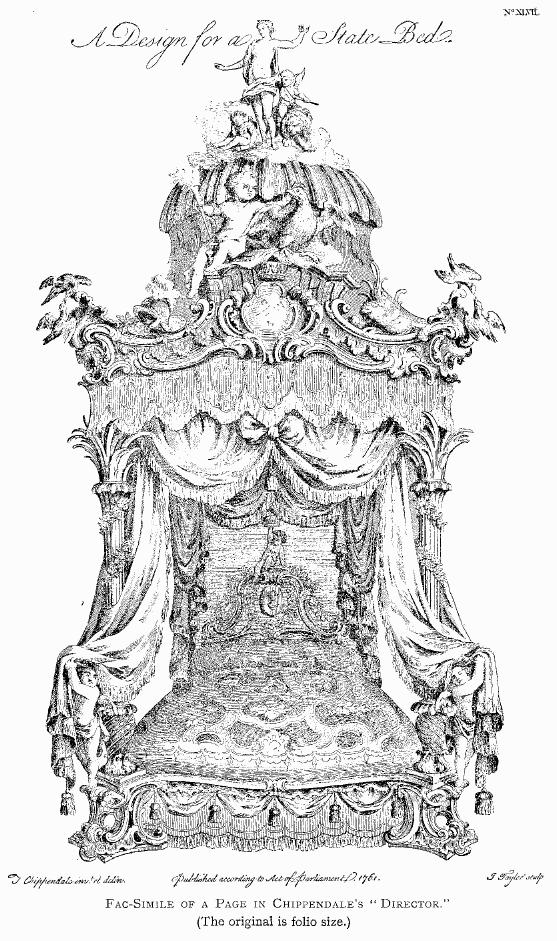
"A Design for a State Bed" dal Director, 1762
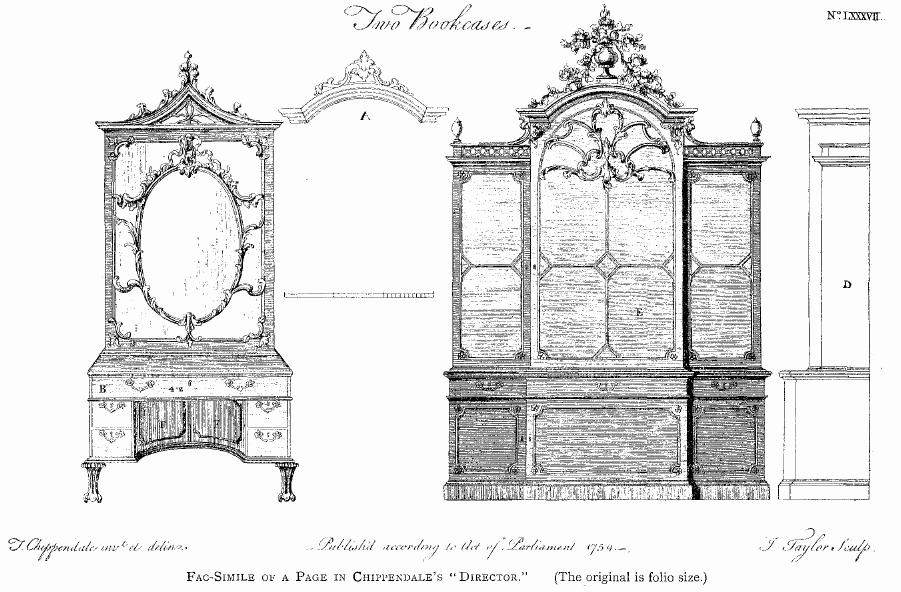
"Two Bookcases", dal Director, 1754
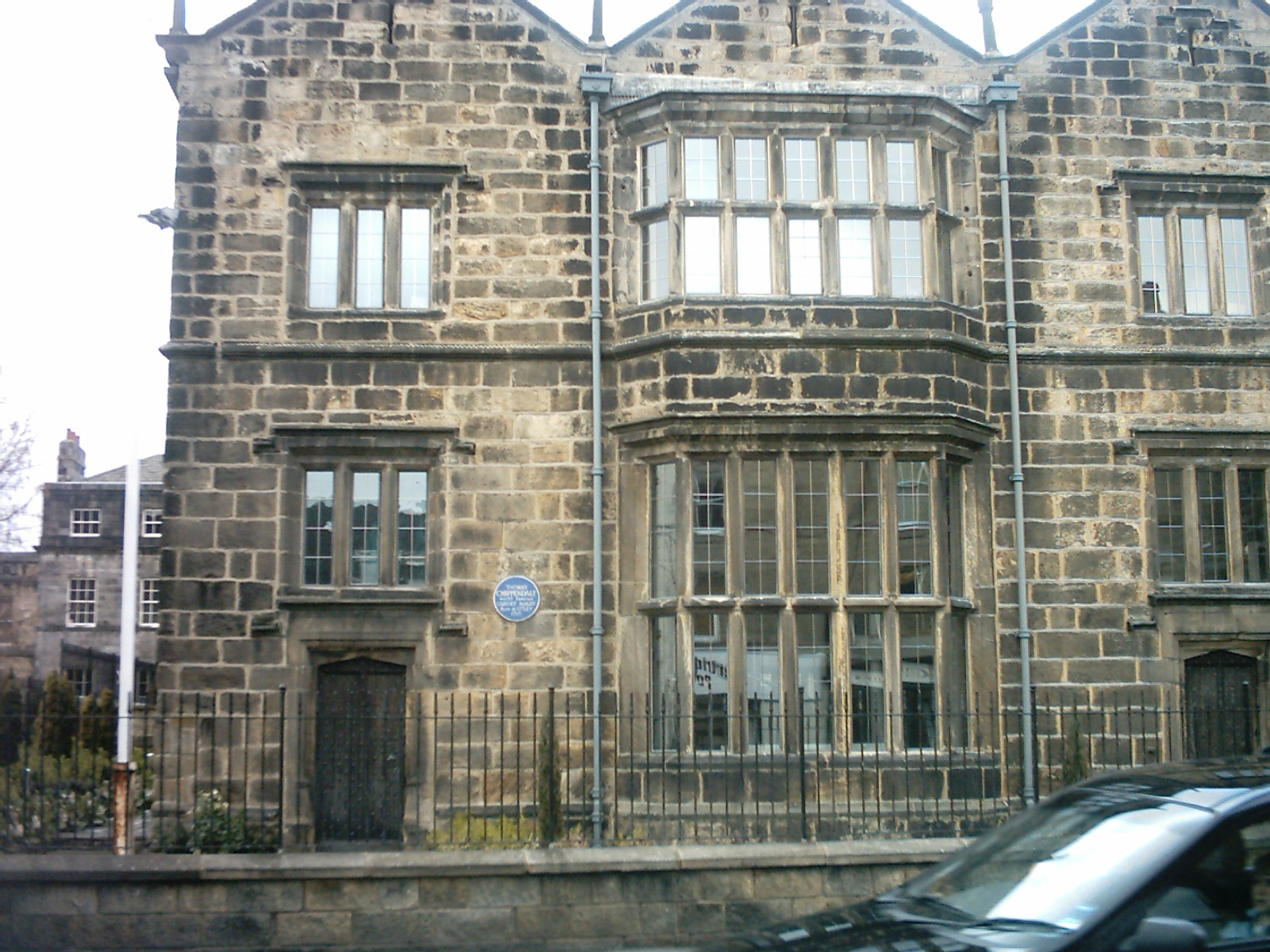
Il laboratorio di Thomas Chippendale a Otley, West Yorkshire